# Défense (technique de combat)
Pour un article plus général, voir Défense.
La défense se présente comme un ensemble d’actions (et dispositions) à mettre en place pour faire échec à l’offensive adverse.

## Ensports de combat de percussion(escrime,boxe,karaté)
L’objectif est de mettre à l’abri ses propres cibles pour ne pas être atteint par l'adversaire. Les principaux moyens employés sont les parades bloquées, chassées, protégées et en opposition des coups de poing ou de pied. Les esquives sur place ou en déplacement.
Dans les sports de combat de percussion, se prémunir contre les attaques adverses représente un des trois objectifs principaux à atteindre pour remporter la victoire ; à côté d’« attaquer les cibles adverses » et d’« utiliser le comportement adverse à son propre avantage ».
Le combat peut se définir en 3 tactiques principales :
1. L'attaque : le boxeur est toujours le premier à l'offensive.
2. La contre attaque : le boxeur frappe en même temps que l'attaquant.
3. La défensive : le boxeur subit le combat, riposte ou pas .

Dans tous les cas, le sport de haut niveau utilise surtout les premières et secondes tactiques ou chaque boxeur alterne celles-ci.

### Illustration enboxe

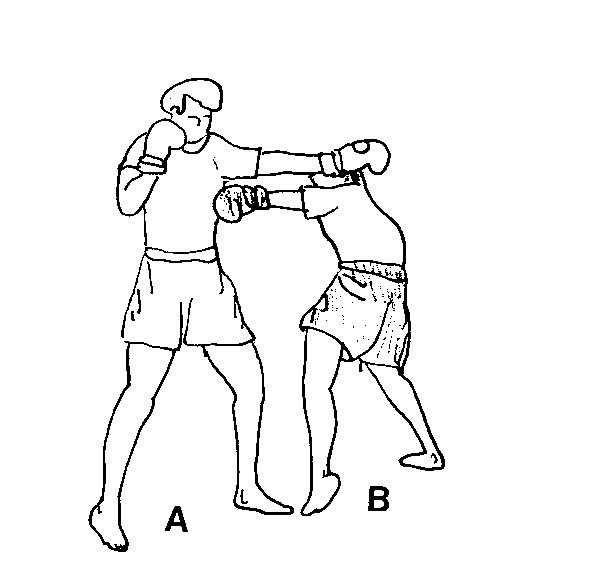
Désaxage (ici lors d’un jab adverse)
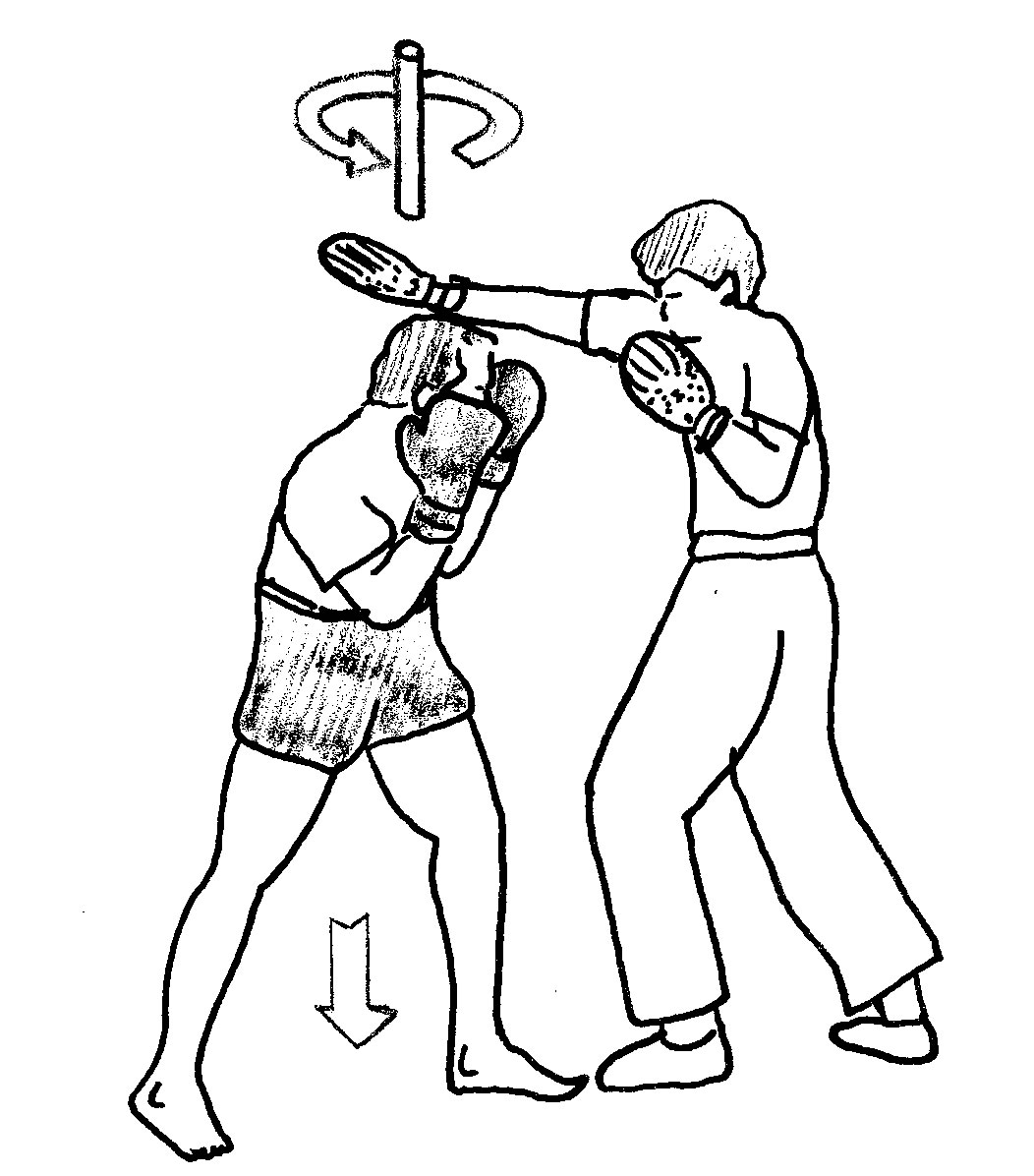
Abaissement et esquive rotative (Ici lors d’un crochet)
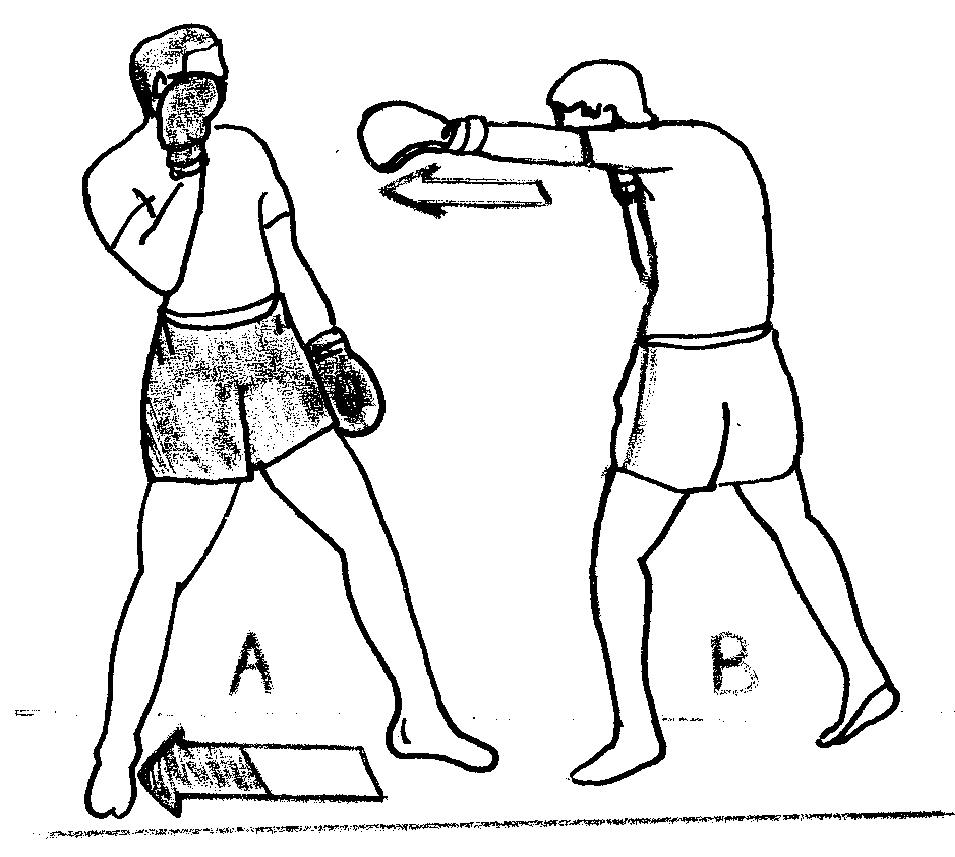
Pas de retrait lors d’un jab adverse
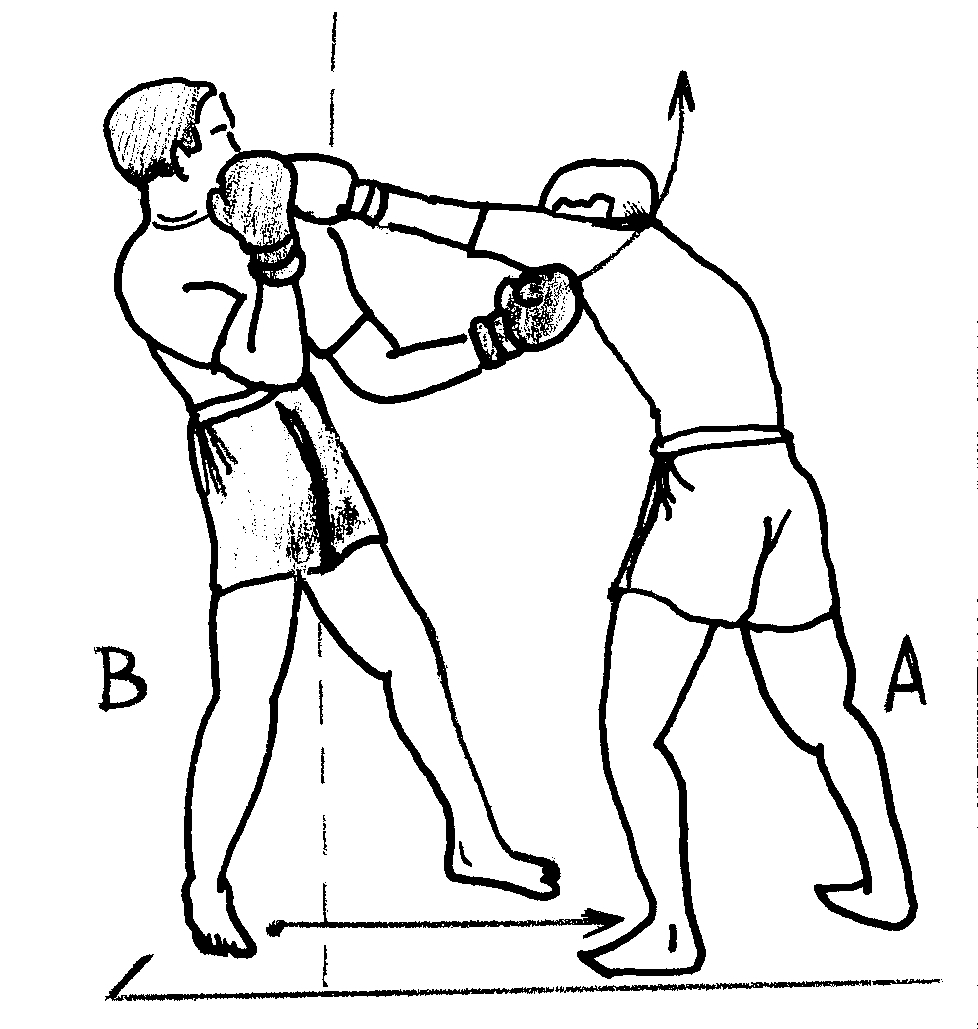
Retrait de buste lors d’un jab adverse associé d’un contre en uppercut

On distingue plusieurs objectifs de défense : 
- La simple mise en sécurité de ses propres cibles, quelquefois réalisée en urgence (dite défense passive : couverture neutre, blocage neutre, etc.),
- La réalisation d’actions destinées à utiliser l’activité adverse à son avantage (appelée par certains auteurs, défense active (technique de combat) : 
  - le blocage déviant ou la parade chassée dans le but de déséquilibrer, le blocage absorbant, l’esquive - pour ces trois formes liés à des ripostes simultanées,
  - puis le coup d’arrêt suivi également de ripostes.
- La mise en difficulté de réalisations offensives adverses (par le raccourcissement ou l’augmentation de la distance, par le verrouillage des armes adverses, par une déstabilisation à base de techniques de menace, de leurres, etc.).

Ces deux derniers objectifs nécessitent des qualités d’initiative, d’anticipation et d’à-propos. Pour dépasser un cliché qui dit "la meilleure défense, c'est l'attaque", on dira : le but à atteindre serait d’être capable de défendre et de contre-attaquer (riposter) dans toutes les positions avec le moindre risque.

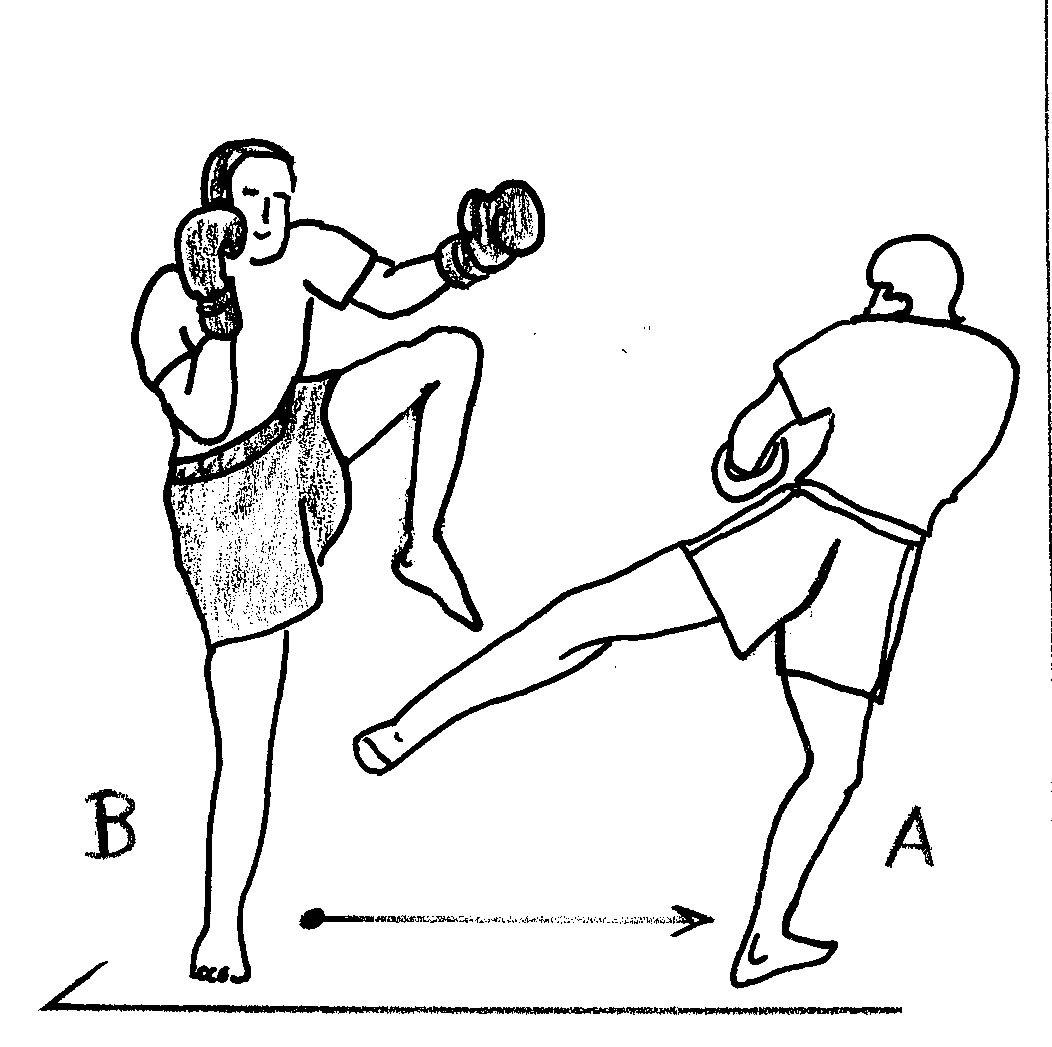
Esquive par élévation lors d’un coup de pied bas (low kick) adverse
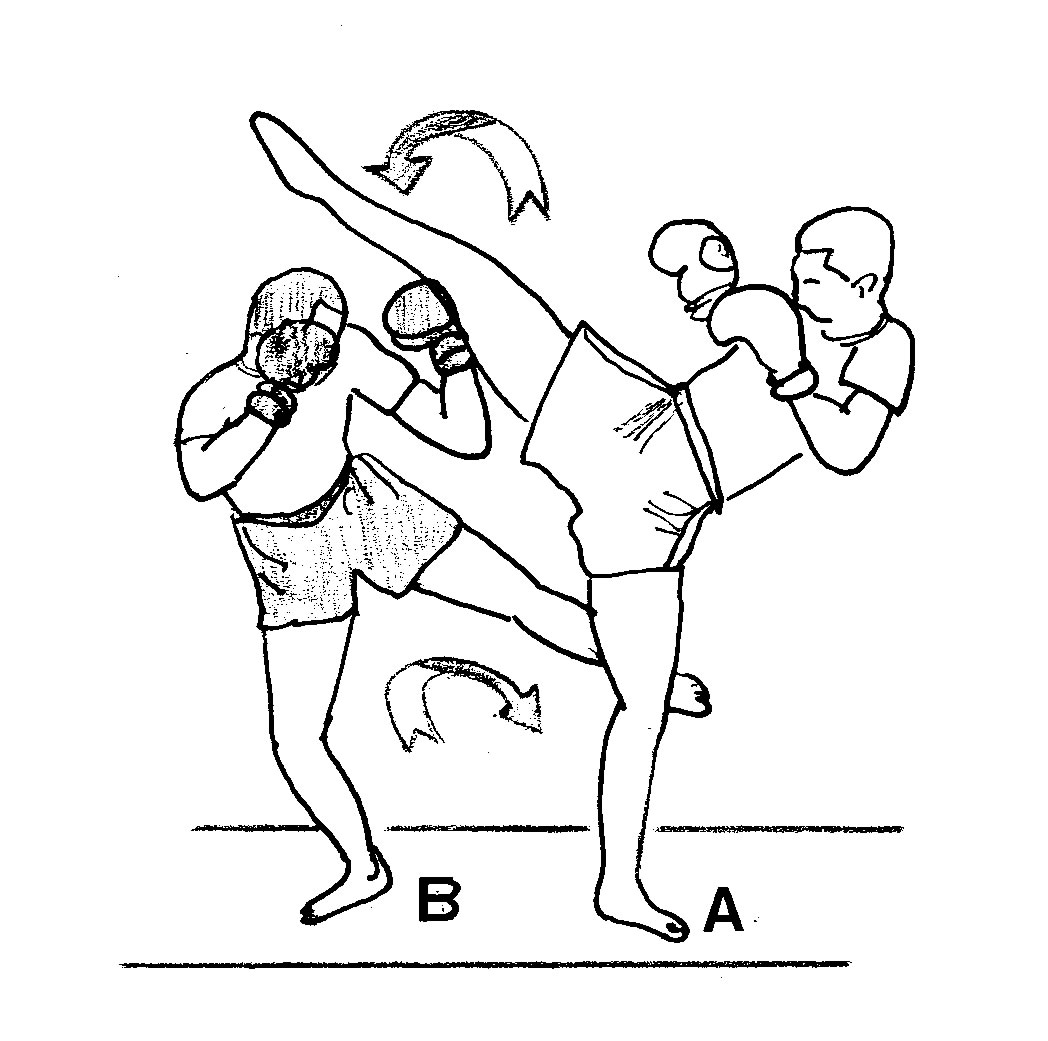
Esquive par abaissement lors d’un high-kick adverse
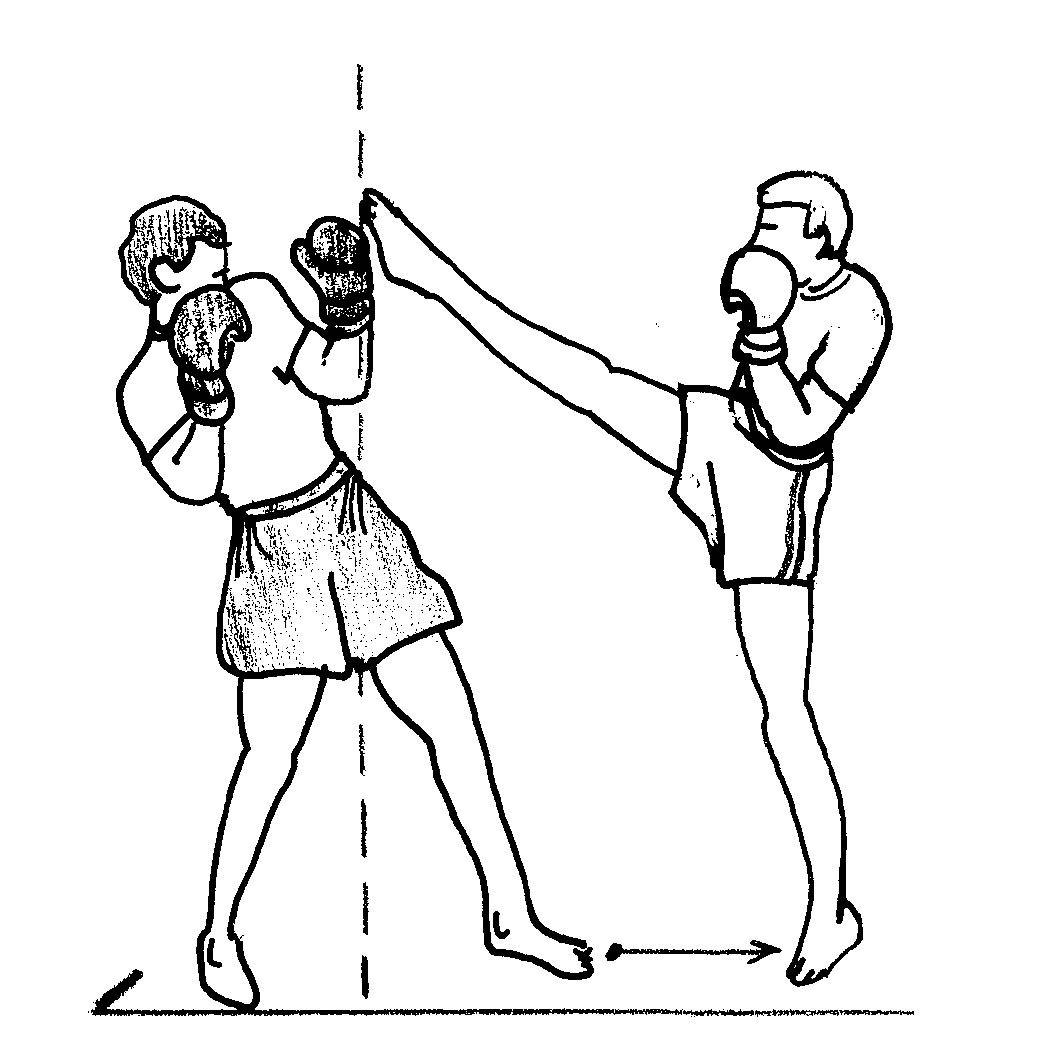
Retrait de buste lors d’un high-kick
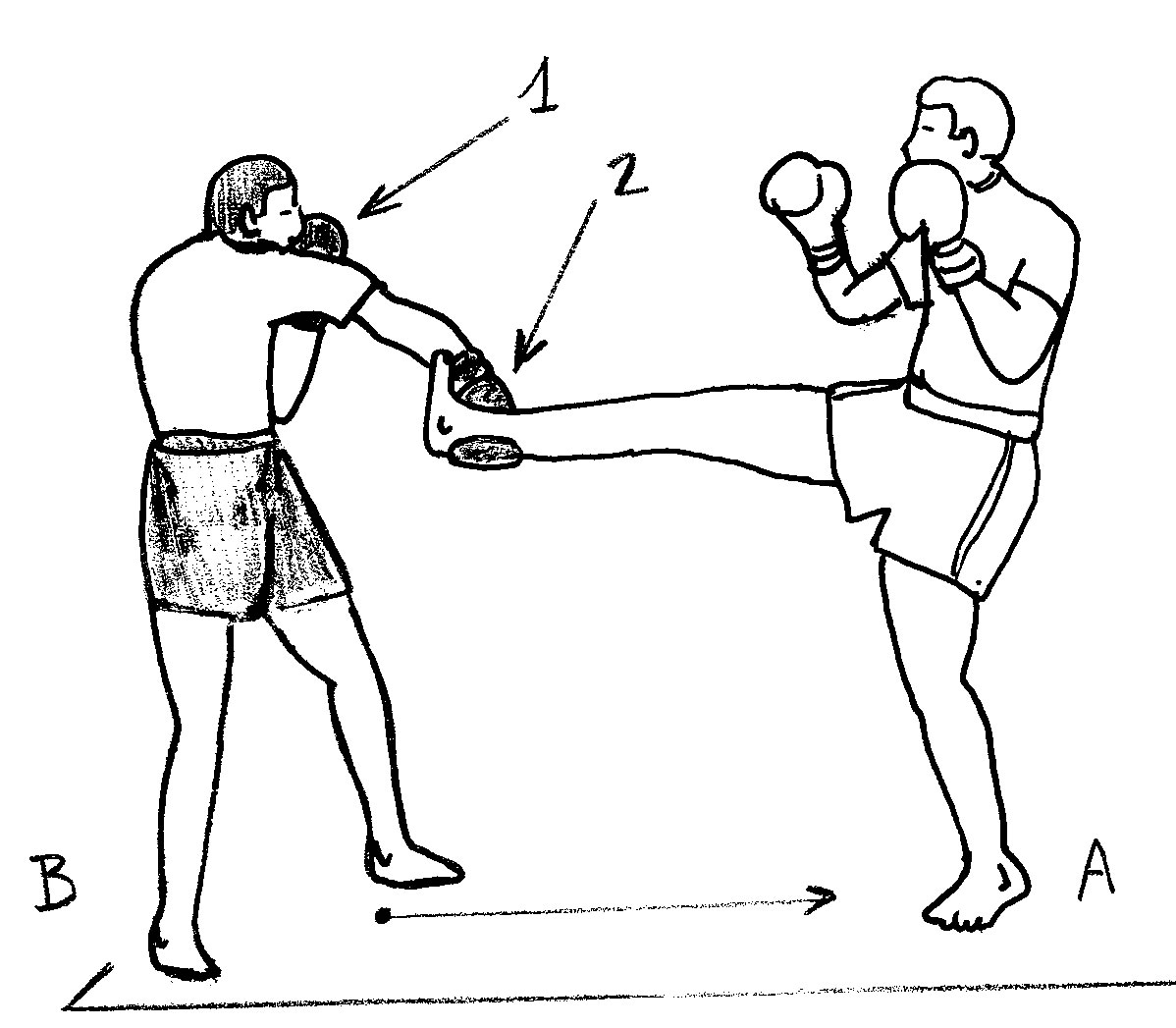
Déviation d’un front-kick adverse

On distingue trois catégories de défense :
- la défense dite « classique » ayant pour but d’annihiler l’action adverse (ex. : « couverture », parade bloquée, parade opposition...)
- la défense dite « active » favorisant l’utilisation de l’action adverse (ex. : absorption de choc, coup d’arrêt, parade-chassée ou déviation, dégagement)
- et la neutralisation ou activité d’anticipation ayant pour but d’empêcher le déclenchement de l’offensive adverse.

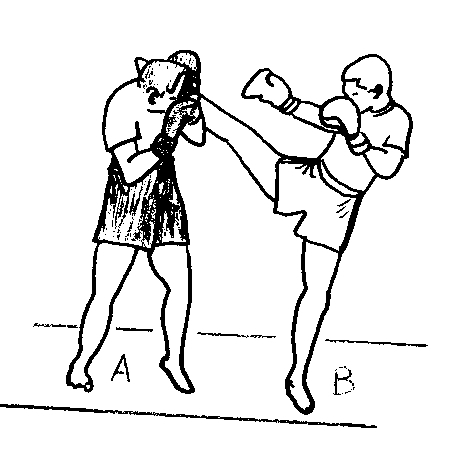
Couverture avec le bras et le gant lors d’un hight-kick
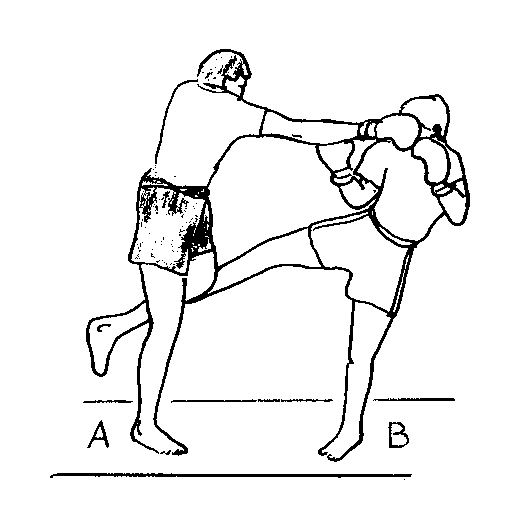
Absorption d’un coup de pied bas (low kick) associé d’un contre en direct plongeant
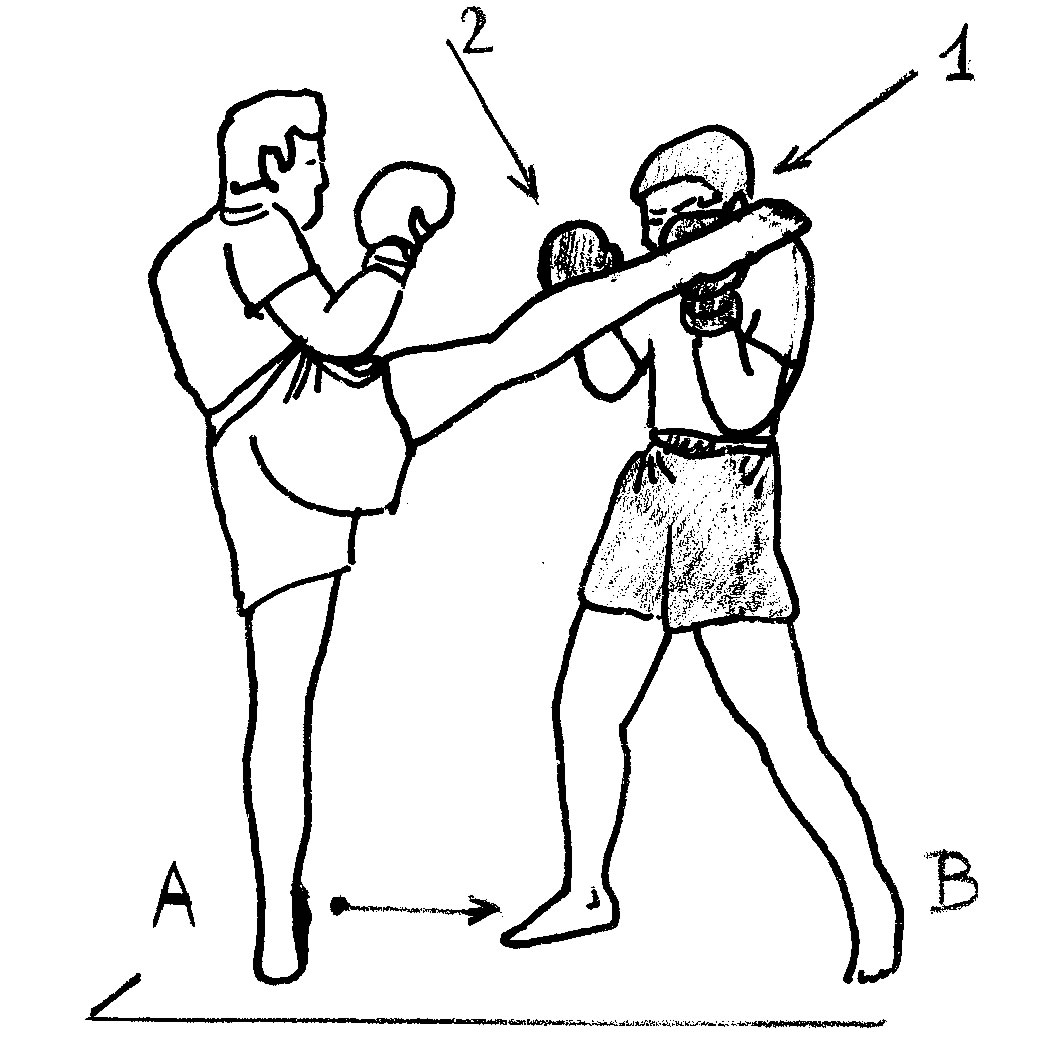
Parade avec les deux gants lors d’un hight-kick adverse
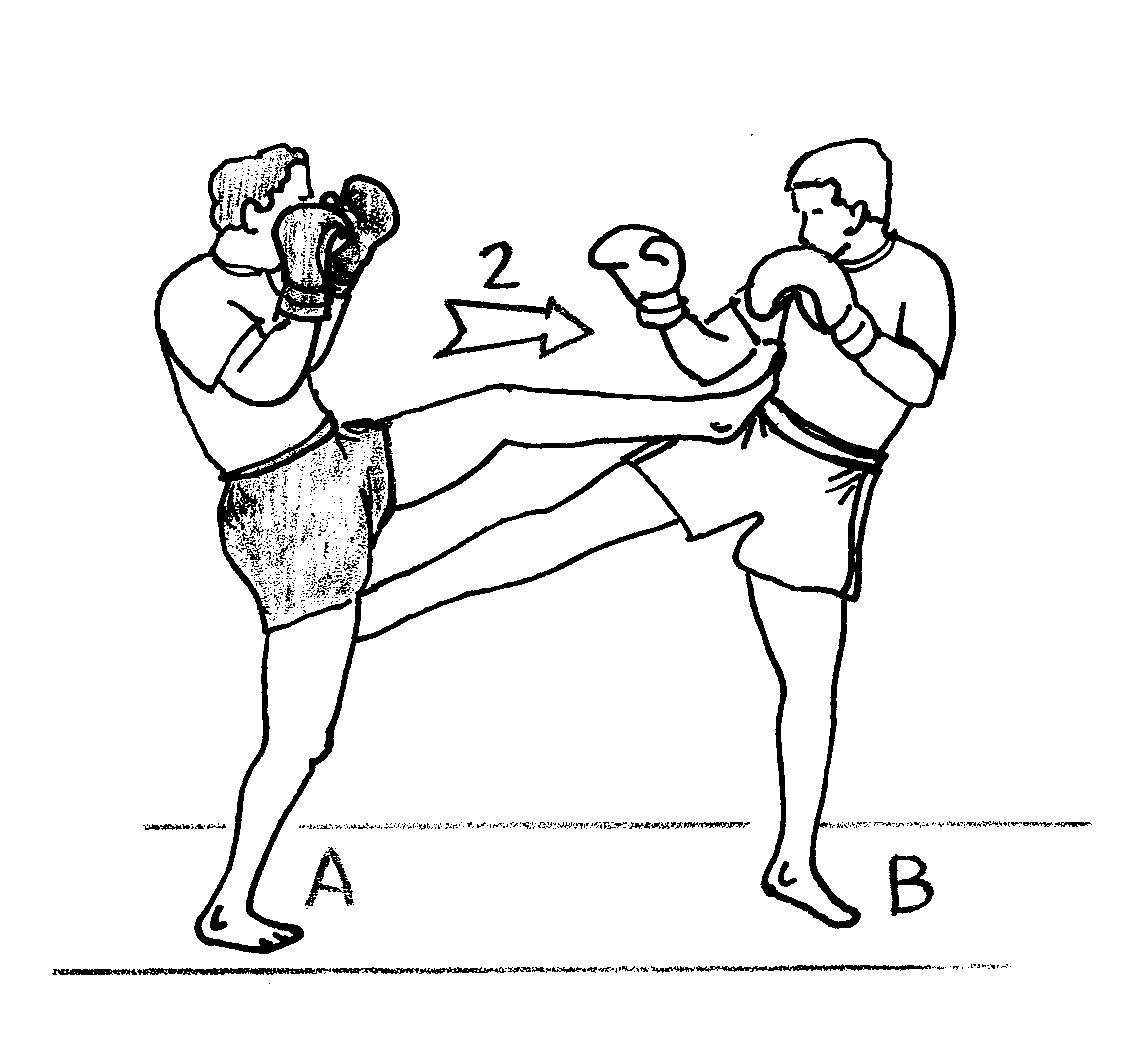
Coup d’arrêt lors d’une avancée adverse

## Sources
- Georges Blanchet, Boxe et sports de combat en éducation physique, Ed. Chiron, Paris, 1947
- Gérard Chaliand, Arnaud Blin, Dictionnaire de stratégie militaire, Librairie académique Perrin, 1998
- Alain Delmas, 1. Lexique de la boxe et des autres boxes (Document fédéral de formation d’entraîneur), Aix-en-Provence, 1981-2005 – 2. Lexique de combatique (Document fédéral de formation d’entraîneur), Toulouse, 1975-1980
- Jack Dempsey, Championship fighting, Ed. Jack Cuddy, 1950
- F.F.E., Les cahiers de la commission pédagogique nationale d’escrime, INSEP, Paris, 1981
- François Géré, Pensée stratégique, Ed. Larousse, Paris, 1999
- Gabrielle & Roland Habersetzer, Encyclopédie des arts martiaux de l'Extrême-Orient, Ed. Amphora, Paris, 2000
- Louis Lerda, J.C. Casteyre, Sachons boxer, Ed. Vigot, Paris, 1944
- Thierry de Montbrial et Jean Klein, Dictionnaire de stratégie, PUF, Paris, 2000